# ITIH3
El inhibidor Inter-Alfa-tripsina de cadena pesada H3 es una proteína que en los humanos está codificado por el gen ITIH3.